# حق الدين الثاني
حق الدين الثاني (حكم في أواخر القرن الرابع عشر) كان سلطان سلطنة عفت، شقيق سعد الدين الثاني، وابن أحمد بن علي.
كان حق الدين أول سلطان ينقل عاصمة عفت إلى هضبة هرار (عدل) ومن ثم ينسب إليه تاديس تمرات «مؤسس مملكة عدل كما نعرفها في صراعها الطويل مع المملكة المسيحية (الحبشة)»

## فتره حكم
على الرغم من أن المقريزي ذكر أن كلا من حق الدين وشقيقه سعد الدين الثاني ولدا في المحكمة الإثيوبية، نشأ كلاهما ليكونا أقوى مناصري الإسلام في المنطقة الإثيوبية. وبحسب تمرات تاديسي، فبسبب الكراهية التي كان يبديها بقية عائلة والشماس لوالده أحمد لتعاونه مع الإثيوبيين، بدأ حق الدين حياته المهنية كخارج عن القانون على خلاف مع جده علي بن صبر الدين وعمه ملا أسفه.. ينسب له تاديس تمرات قدرًا كبيرًا من التعلم الإسلامي، وبمرور الوقت أصبح زعيم الجماعة الإسلامية المتشددة في المنطقة.
وبمجرد أن حاصره العديد من الأتباع، أعلن الحرب على اثنين من أقاربه من الذكور. لجأوا إلى الإمبراطور الإثيوبي نيوايا كريستوس للمساعدة، ولكن في سلسلة من الاشتباكات هزم جيشهم المشترك، وقتل عمه ملا أسفه في معركة. دخل الإمبراطور الأثيوبي منتصرًا مدينة عفت، حيث أكد بشهامة أن جده هو الحاكم الفخري للمدينة؛ على الرغم من أنه أسس عاصمة جديدة في واحل. (تريمنغهام تسمي هذه المدينة الجديدة وافت.) مذكرات تاديسي تمرات أنه في حين ساعد هذا الموقع الجديد الحفاظ على الحكم الذاتي عفت تحت إثيوبيا، وكان تكلفة لأنه تخلى عن كل من النفوذ السياسي الأسرات على شيوا والمجاورة الممالك الإسلامية في داوارو، الهدية وبايل.

## الموت
حكم حق الدين عشر سنوات حتى قتل في معارك ضد جنود الإمبراطور الاثيوبي. تاريخ وفاته متنازع عليه: في رواية المقريزي قتل حق الدين عام 776 هـ (= 1373/1374 م). ومع ذلك، يذكر تاريخ سلالة والاشما أنه توفي عام 1386 م. الأمر لا يساعده حقيقة أن المقريزي يقول إن الإمبراطور الذي حكم وقت وفاة حق الدين كان داويت الأول، بينما تذكر المصادر الإثيوبية أن عهد السلطان بدأ في عهد الإمبراطور نوايا كرستوس. يقول تاديسي تمرات إن المقريزي كان محقًا بشأن سنة وفاة حق الدين، لكنه خلط بين الإمبراطور نوايا مريم وخليفته الأكثر شهرة داويت الأول. من ناحية أخرى، يقبل ريتشارد بانكهورست تاريخ السجل وتحديد المقريزي لداويت الأول.